# Tarot Sport
| Recensione   | Giudizio |
| ------------ | -------- |
| AllMusic     |          |
| Sputnikmusic |          |
| Ondarock     | 7.5/10   |

Tarot Sport è il secondo album studio dei Fuck Buttons, prodotto da Andrew Weatherall. L'album è stato pubblicato il 14 ottobre 2009 nel Regno Unito e il 20 ottobre negli Stati Uniti, ma comparve online il 14 Settembre 2009. Dai brani Surf Solar e Olympians sono stati estratti dei singoli.

## Tracce
1. Surf Solar – 10:34
2. Rough Steez – 4:44
3. The Lisbon Maru – 9:19
4. Olympians – 10:54
5. Phantom Limb – 4:49
6. Space Mountain – 8:44
7. Flight of the Feathered Serpent – 9:31